# Extrapol

Logo von Extrapol

Extrapol ist die Informations- und Kommunikationsplattform der Deutschen Polizeien des Bundes (Bundeskriminalamt und Bundespolizei), des Zollfahndungsdienstes und der Länderpolizeien.
Extrapol setzt sich aus den beiden Wörtern Extranet und Polizei zusammen.
Extrapol ist nicht öffentlich zugänglich und kann ausschließlich von Beschäftigten der genannten Behörden genutzt werden. Es dient dem Wissensaustausch und der internen Kommunikation.